# أحميدة النيفر
أحميدة النيفر أو حميدة النيفر (1942- ) هو أحد منظري اليسار الإسلامي أو ما يسمى بالإسلاميين التقدميون.

## بداياته
- ينحدر إلى إحدى أهم العائلات العلمية والدينية بتونس العاصمة (آل النيفر) النيفر الحسيني أصيلة مدينة صفاقس ونسبة إلى الحسين بن علي .أحرز على شهادة الدكتوراه و هو يدرس حاليا بالجامعة الزيتونية.
- كان من مؤسسي الجماعة الإسلامية بتونس التي ستسمى منذ عام 1981 بحركة الاتجاه الإسلامي.

## في اليسار الإسلامي
- خرج في نهاية السبعينات عن الجماعة الإسلامية ليكون أحد مؤسسي تيار الإسلاميون التقدميون إلى جانب الصحفي صلاح الدين الجورشي.
- حصل على رخصة إدارة المنتدى الفكري المسمى منتدى الجاحظ وهو مفتوح أمام كل ألوان الطيف الفكري والسياسي على الساحة التونسية والعربية.
- هو عضو في فريق البحث الإسلامي المسيحي.
- هو رئيس جمعية رابطة تونس للثقافة و التعدد.

## في الصحافة
- كتب أحميدة النيفر في السبعينات في مجلة المعرفة الإسلامية، ثم أسندت له عام 1982 رخصة مجلة جديدة اختار لها عنوان مجلة الفكر الإسلامي المستقبلي 15-21، وقد توقفت هذه المجلة عن الصدور في أواسط عام 1990.
- وقع إشراكه في بداية التسعينات في إصلاح برامج التربية التي تولاها الوزير محمد الشرفي.